# كرناية (كرناية)
كرناية هو دُوَّار يقع بجماعة بني خالد، عمالة وجدة أنكاد، جهة الشرق في المملكة المغربية. ينتمي الدوّار لمشيخة كرناية التي تضم 3 دواوير. يقدر عدد سكانه بـ 65 نسمة حسب الإحصاء الرسمي للسكان والسكنى لسنة 2004.

## روابط خارجية
- البوابة الوطنية للجماعات الترابية نسخة محفوظة 12 مارس 2018 على موقع واي باك مشين.
- المندوبية السامية للتخطيط